# Traité du triangle arithmétique
Le Traité du triangle arithmétique est une œuvre mathématique de Blaise Pascal, écrit en 1654 (publié en 1665), alors que l'auteur, seulement âgé de 31 ans (il était né en 1623), était déjà connu dans le milieu mathématique par son Traité des sections coniques paru lorsqu'il avait 17 ans. 
Pascal commence par une page sur laquelle est dessiné son triangle arithmétique, connu de nos jours sous le terme de triangle de Pascal. Suit ensuite une série de 19 propriétés du triangle, lesquelles se démontrent en général assez facilement. Parfois, Pascal se contente de montrer un exemple, et laisse au lecteur le soin de se convaincre que la propriété est vraie. 
La suite du traité applique ces résultats et donne les principales utilisations du triangle, en dénombrement notamment (coefficients du binôme). Pascal évoque même le développement de (1+x)n, ce qui introduit la formule du binôme de Newton, laquelle ne sera démontrée que quelques décennies plus tard.
Le fait le plus marquant de ce traité est l'émergence du raisonnement par récurrence, que Pascal énonce en un texte d'une vingtaine de lignes et qui est devenu depuis l'un des outils de démonstration les plus communs des mathématiques.
Ainsi, le Traité du triangle arithmétique est une œuvre scientifique fondatrice qui, de plus, est écrite dans un style remarquable (prose classique).